# Grjasew-Schipunow GSch-23

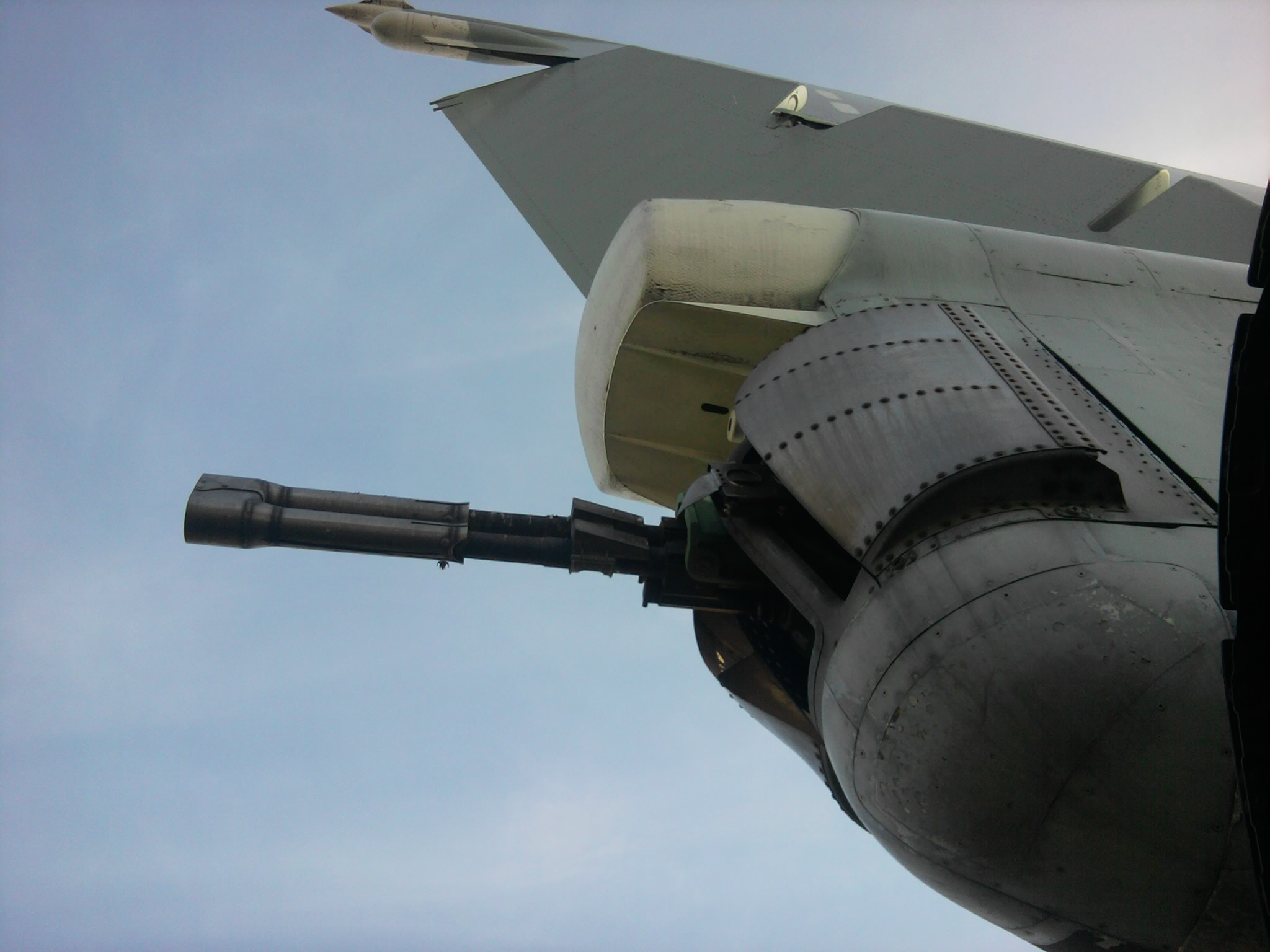
GSch-23 im Heck einer Tu-22M

Die Grjasew-Schipunow GSch-23 (russisch ГШ-23, sprich Ge-Scha) ist eine doppelläufige Maschinenkanone, die in der Sowjetunion entwickelt wurde und bis heute in Russland gefertigt wird. Sie wurde als Ersatz für die Nudelman-Richter NR-23-Maschinenkanone entwickelt und 1965 in verschiedene Flugzeuge integriert. Sie wurde speziell für den Einsatz in Kampfflugzeugen und Kampfhubschraubern konzipiert. Im Jahr 1965 wurde sie in die Ausrüstung der Luftstreitkräfte übernommen.

## Technik
Die Kanone arbeitet nach dem 1916 entwickelten „Gast-Prinzip“ (benannt nach dem deutschen Konstrukteur Karl Gast). Hierbei laden sich die abwechselnd feuernden Läufe/Rohre gegenseitig. Gegenüber einläufigen/einrohrigen Waffen ermöglicht dies eine höhere Kadenz.
Die GSch-23 erreicht eine theoretische Kadenz von rund 3500 Schuss pro Minute. Die praktische Feuergeschwindigkeit dürfte um die 2200–2500 Schuss/min liegen. Hierbei kann sich die Rate zwar nicht mit jener von Revolver- oder Gatling-Kanonen messen, doch für eine mehrrohrige Waffe ist ihr Aufbau weniger komplex. Die GSch-23 kann neben panzerbrechenden (Panzer-Brand-) Geschossen auch radarstörende Täuschkörper (Düppel) sowie Leuchtfackel-Täuschkörper, Splitter-Spreng-Granaten und Erd-Üb-Geschosse verfeuern. Es kommt der Granat-Typ AM-23 zum Einsatz.

## Varianten
GSch-23 (etwa 49,5 kg)
Basisvariante
GSch-23L (etwa 51 kg)
Variante mit Mündungsbremse für reduzierten Rückstoß
Type 23-3
chinesischer Nachbau für den Einsatz in Jagdflugzeugen
Die nachfolgenden Bezeichnungen beziehen sich nicht auf die Kanone GSch-23/GSch-23L, sondern auf die Einbauorte/Behälter:
NPPU-24
GSch-23L-Kanone in einer Lafette in einem beweglichen Kinnturm verbaut. Der Turm wird bei den Kampfhubschraubern Mi-24WP und Mi-35M verwendet.
UPK-23-250
Hierbei handelt es sich um einen 217 kg schweren zylinderförmigen Außenlastkampfmittelbehälter. Darin ist eine vorwärts gerichtete GSch-23L starr eingebaut. Die Munitionszuführung führt bis zu 250 Schuss Munition zu.
UKU-9A-502
Die UKU-9A ist eine an das Heck der Tupolew Tu-22M2 angepasste Heckstandeinheit. Die Einheit wird durch ein Besatzungsmitglied ferngesteuert bedient. Als Zielhilfe ist oberhalb der Kugelblende das Feuerleitradar PRS-3 „Argon 2“ eingebaut. Am Ende der Einheit sind in einer Kugelblende zwei GSch-23 als Zwillingslafette beweglich eingebaut. Die Munitionszuführung führt bis zu 600 Schuss Munition pro Maschinenkanone zu.
UKU-9A-502MA
Für das Heck der Tupolew Tu-22M3 wurde die Heckstandeinheit erneut angepasst und mittels Reduktion auf eine Maschinenkanone leichter gefertigt. Ein Besatzungsmitglied bedient die Maschinenkanone ferngesteuert vom Cockpit aus. Als Zielhilfe sind oberhalb der Kugelblende das Feuerleitradar PRS-4KM „Krypton“ sowie eine Videokamera eingebaut. Am Ende der Einheit ist in einer Kugelblende eine GSch-23 in einer Lafette beweglich eingebaut. Die Munitionszuführung führt bis zu 600 Schuss Munition zu.
UKU-9K-502-1
Die UKU-9 ist eine an den Hecksporn der Iljuschin Il-76-Familie angepasste Heckstandeinheit. Die Einheit besteht aus einer Druckkabine mit einer Zugangstür, worin der Heckschütze die Kanonen bedient. Als Hilfe gibt das oberhalb der Kanzel eingebaute Feuerleitradar PRS-4 „Krypton“ Zieldaten an. Am Ende der Einheit sind in einer Kugelblende zwei GSch-23 als Zwillingslafette beweglich eingebaut. Die Munitionszuführung führt bis zu 150 Schuss Munition zu.
SPPU-22-01
Kanonenbehälter, welcher 290 kg wiegt. Darin ist eine GSch-23L beweglich eingebaut, so dass sie von 0° bis 30° nach unten geschwenkt werden kann. Es können bis zu 260 Schuss Munition mitgeführt werden. Der Behälter kann auch umgekehrt montiert werden, so dass die Kanone nach hinten feuert (eingesetzt bei Su-22M3/M4 – JBG-77/MFG-28).
GP-9-9000210 kg schwere stromlinienförmige Kanonenwanne für die MiG-21. Darin ist eine GSch-23 starr eingebaut und kann bis zu 200 Schuss (AM-23: Panzerbrand-/Splitter-Spreng-) Munition mitführen. Diese Gondel wurde ausschließlich an der MiG-21SPS („glatte“ SPS) statt des Rumpf-ZB verwendet. Der ZB-Stiel (Träger) musste dazu demontiert werden. Auf die beiden Stehbolzen wurde die Gondel direkt angeschraubt. Die Kanone selbst musste in „Rückenlage“ (Schlagstück nach oben) verbaut werden. Diese Einbauart ließ als Sicherheitsmaßnahme gegen unbeabsichtigtes Schießen am Boden lediglich die Trennung des Steckers der elektrischen Abzugsvorrichtung zu.
Einbau in „Normallage“: Mechanische Schlagstücksperre konnte eingesetzt werden. Diese verhinderte zu 100 % das unbeabsichtigte Schießen am Boden (bei Fehlbedienungen oder Beseitigungen von Ladehemmungen). 1989/1990 wurden diese Behälter-/MiG-21-Modifikationen nur noch in zwei Truppenteilen eingesetzt: JG-2 (2.JS) Neubrandenburg-Trollenhagen/Süd; JAG-15 Rothenburg.

## Einsatz
- Kampfflugzeuge Mikojan-Gurewitsch MiG-21 „Fishbed“ der Varianten S/SMT/M/MF/bis in einem an den Rumpf montieren Kanonenbehälter GP-9
- Kampfflugzeug Mikojan-Gurewitsch MiG-23 „Flogger“
- Jagdbomber Suchoi Su-17/-20/-22 „Fitter“ in zusätzlichen SPPU-22-01-Kanonenbehältern nach vorn oder nach hinten schießend
- Jagdbomber SOKO J-22 „Orao“ bzw. dem IAR-93 „Vultur“
- Jagdflugzeug Chengdu FC-1
- Kampfflugzeug HAL Tejas
- Erdkampfflugzeug Suchoi Su-25 „Frogfoot“ in SPPU-22-Kanonenbehälter
- Strategischer Bomber Tupolew Tu-22M2/M3 „Backfire“ in einer UKU-9A-502-Hecklafette
- Kampfhubschrauber Mil Mi-24WP, WM und Mi-35M „Hind-E“ in NPPU-24-Kinnturm oder UPK-23-250-Behälter
- Mehrzweckhubschrauber Sokół W-3WA
- Transportflugzeug Iljuschin Il-76M „Candid“ in einer UKU-9K-502-1-Hecklafette
- Transportflugzeug Antonow An-12 „Cub“ in einer DB-65U-Hecklafette mit AM-23
- Strategischer Bomber Tupolew Tu-95 „Bear“ in einer DB-65U-Hecklafette mit AM-23
- Schlachtflugzeug Iljuschin Il-102 (nur als Prototyp produziert) im Rumpfheck eingebaut